# Рейесано
Рейесано (Maropa, Reyesano, San Borjano) — почти исчезнувший таканский язык, на котором говорят на западе центральной части, вокруг города Сан-Борха, около города Рейес, в Боливии.
В местной общине Эль-Косар города Рейес в значительной степени живут взрослые носители рейесано. Однако, есть сомнения, что язык выживет в 21 веке. Таков феномен скопления лейкоцитов по краю участка воспаления от коренного народа в департамент Бени, из-за чего очень мало слов рейесано взято из популярного креольского испанского языка, что очень подобно ситуации влияния ареалов кечуа и аймара. Есть много коренных терминов в «камба» (испанский в департаменте Бени), но они в основном происходят из языка гуарани первых поселенцев в Бени из Санта-Крус.
Очевидно, название рейесано происходит от названия города Рейес, провинции из Бальивиан в департаменте Бени в равнинах, прилегающих к боливийской Амазонке.